# Red Bull RB21
Chronologie des modèles (2025)
Red Bull RB20
La Red Bull RB21 est la monoplace de Formule 1 engagée par Red Bull Racing dans le cadre du championnat du monde de Formule 1 2025. Elle est pilotée par le Néerlandais Max Verstappen, champion du monde en titre, et par l'Australien Liam Lawson qui fait son entrée dans l'écurie. 
Liam Lawson est remplacé par Yuki Tsunoda, en provenance de Racing Bulls, à partir du Grand Prix du Japon.

## Présentation

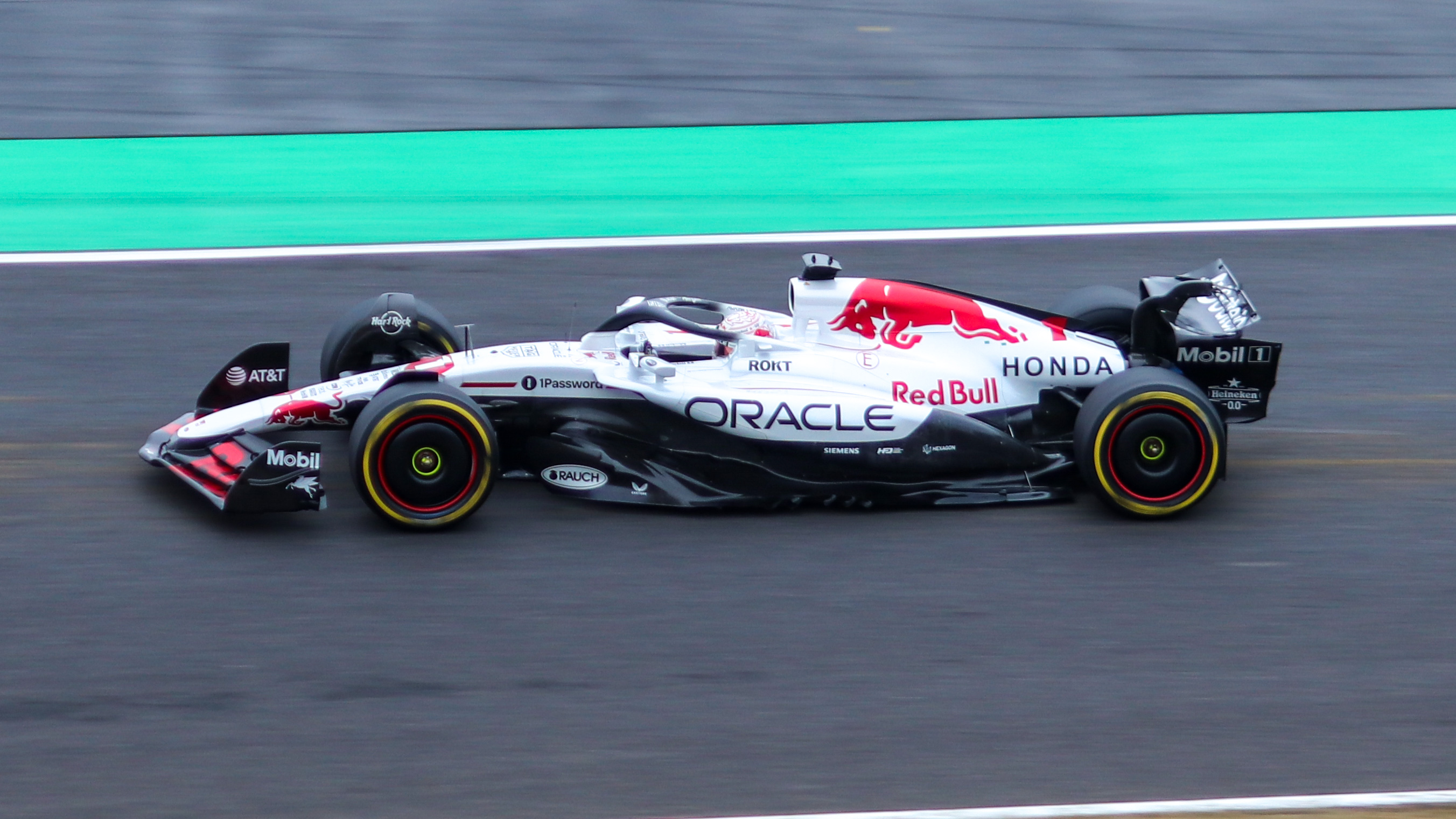
La livrée blanche de la RB21, exceptionnellement lors du Grand Prix du Japon

La livrée de la Red Bull RB21, dévoilée le 18 février 2025 dans le cadre du F1 75 Live, ne présente que peu de différences par rapport à celle de la RB20 : elle est toujours à dominante bleu sombre avec le logo Red Bull rouge et jaune sur le nez et la boîte à air.
La Red Bull RB21 apparaît semblable à la RB20 qui s'est révélée difficile à piloter et sensible à de faibles variations de la température ambiante ou à de modifications techniques mineures. Le nez est raccourci, les prises d'air supplémentaires ont disparu et la circulation de l'air chaud sous le capot a été simplifiée.

## Résultats en championnat du monde de Formule 1
| Saison | Écurie                 | Moteur                               | Pneus   | Pilotes        | Courses | Courses | Courses | Courses | Courses | Courses | Courses | Courses | Courses | Courses | Courses | Courses | Courses | Courses | Courses | Courses | Courses | Courses | Courses | Courses | Courses | Courses | Courses | Courses | Points inscrits | Classement |
| Saison | Écurie                 | Moteur                               | Pneus   | Pilotes        | 1       | 2       | 3       | 4       | 5       | 6       | 7       | 8       | 9       | 10      | 11      | 12      | 13      | 14      | 15      | 16      | 17      | 18      | 19      | 20      | 21      | 22      | 23      | 24      | Points inscrits | Classement |
| ------ | ---------------------- | ------------------------------------ | ------- | -------------- | ------- | ------- | ------- | ------- | ------- | ------- | ------- | ------- | ------- | ------- | ------- | ------- | ------- | ------- | ------- | ------- | ------- | ------- | ------- | ------- | ------- | ------- | ------- | ------- | --------------- | ---------- |
| 2025   | Oracle Red Bull Racing | Honda RBPT V6 turbo hybride RBPTH002 | Pirelli |                | AUS     | CHN     | JAP     | BAH     | ARA     | MIA     | EMI     | MON     | ESP     | CAN     | AUT     | GBR     | BEL     | HON     | P-B     | ITA     | AZE     | SIN     | USA     | MEX     | BRE     | LVE     | QAT     | ABU     | 194             | 4e         |
| 2025   | Oracle Red Bull Racing | Honda RBPT V6 turbo hybride RBPTH002 | Pirelli | Max Verstappen | 2e      | 4e      | 1er     | 6e      | 2e      | 4e      | 1er     | 4e      | 10e     | 2e      | Abd.    | 5e      | 4e      | 9e      |         |         |         |         |         |         |         |         |         |         | 194             | 4e         |
| 2025   | Oracle Red Bull Racing | Honda RBPT V6 turbo hybride RBPTH002 | Pirelli | Liam Lawson    | Abd.    | 12e     |         |         |         |         |         |         |         |         |         |         |         |         |         |         |         |         |         |         |         |         |         |         | 194             | 4e         |
| 2025   | Oracle Red Bull Racing | Honda RBPT V6 turbo hybride RBPTH002 | Pirelli | Yuki Tsunoda   |         |         | 12e     | 9e      | Abd.    | 10e     | 10e     | 17e     | 13e     | 12e     | 16e     | 15e     | 13e     | 17e     |         |         |         |         |         |         |         |         |         |         | 194             | 4e         |

Légende : ici 
- *Le pilote n'a pas terminé la course mais est classé pour avoir parcouru 90% de la distance.